# Commissione Affari costituzionali, della Presidenza del consiglio e interni della Camera dei deputati
La Commissione permanente I Affari costituzionali, della Presidenza del Consiglio e interni è un organo della Camera dei deputati della Repubblica italiana, istituito a partire dalla X legislatura della Repubblica Italiana unendo le precedenti Commissioni Affari costituzionali - organizzazione dello Stato - regioni - disciplina generale del rapporto di pubblico impiego e Affari della Presidenza del Consiglio - affari interni e di culto - enti pubblici.

## Funzione
Il compito della Commissione è quello di valutare progetti di legge di revisione alla Costituzione e altre leggi costituzionali, e, per quanto riguarda la legislazione ordinaria l'ordinamento generale della pubblica amministrazione; la disciplina generale del pubblico impiego, che rifluiva in questo ambito competenziale, a decorrere dalla XVIII legislatura repubblicana passerà alla Commissione lavoro. 
Su materie specifiche, la sua attività si riferisce ai settori normativi e di azione dell'amministrazione dell'interno: sicurezza pubblica, enti locali, immigrazione, affari di culto, servizio elettorale, mentre ha una competenza generale sulle regole dell'agire politico: legge elettorale, statuto e finanziamento dei partiti, forme della comunicazione politica.
Nella grande attività consultiva pronuncia il suo parere, per lo più nella sede ristretta di un'apposita sottocommissione su quasi tutti i disegni di legge e gli emendamenti all'esame delle altre commissioni, valutandone la compatibilità a diversi parametri: precetti costituzionali, organizzazione della pubblica amministrazione, princìpi generali dell'ordinamento, qualità legislativa e corretta collocazione delle nuove norme nel sistema delle fonti del diritto.
Una peculiare funzione consultiva riguarda i presupposti costituzionali dei decreti-legge. Infine, rende pareri sia alle altre commissioni sia all'Assemblea della Camera dei deputati al fine di valutare la conformità dei disegni di legge e degli emendamenti all'assetto costituzionale del riparto delle competenze normative tra lo Stato e le regioni.

## Composizione
La Commissione è composta da circa 45 deputati (di cui 2 segretari, 2 vicepresidenti di cui 1 componente esterno, e un presidente) scelti in modo omogeneo tra i componenti di quel ramo del Parlamento, in modo da rispecchiarne le forze politiche presenti. Essi sono scelti dai gruppi parlamentari (e non dal Presidente, come invece accade per l'organismo della Giunta parlamentare): per la nomina dei membri ciascun Gruppo, entro cinque giorni dalla propria costituzione, procede, dandone comunicazione alla Presidenza della Camera, alla designazione dei propri rappresentanti nelle singole Commissioni permanenti.
Ogni deputato chiamato a far parte del governo o eletto presidente della Commissione è, per la durata della carica, sostituito dal suo gruppo nella Commissione con un altro deputato, che continuerà ad appartenere anche alla Commissione di provenienza. Tranne in rari casi nessun deputato può essere assegnato a più di una Commissione permanente. Le Commissioni permanenti sono rinnovate dopo il primo biennio della legislatura ed i loro componenti possono essere confermati, ma i gruppi parlamentari possono cambiare i propri membri autonomamente in qualsiasi momento, sostituendoli, aggiungendoli o rimuovendoli, modificando di conseguenza anche il numero totale dei componenti della Commissione.

## Presidenti
| N°                                                                | Presidente | Presidente | Presidente                        | Gruppo parlamentare                                                                                            | Mandato         | Mandato          | Legislatura  |
| N°                                                                | Presidente | Presidente | Presidente                        | Gruppo parlamentare                                                                                            | Inizio          | Fine             | Legislatura  |
| ----------------------------------------------------------------- | ---------- | ---------- | --------------------------------- | --- | --------------- | ---------------- | ------------ |
| I Affari costituzionali, della Presidenza del Consiglio e interni |            |            |                                   | |                 |                  |              |
| 1                                                                 |            |            | Silvano Labriola (1935–2005)      | Partito Socialista Italiano                                                                                    | 4 agosto 1987   | 22 aprile 1992   | X (1987)     |
| 2                                                                 |            |            | Adriano Ciaffi (1936–)            | Democratico cristiano - Partito Popolare Italiano                                                              | 17 giugno 1992  | 14 aprile 1994   | XI (1992)    |
| 3                                                                 |            |            | Gustavo Selva (1926–2015)         | Alleanza Nazionale                                                                                             | 25 maggio 1994  | 8 maggio 1996    | XII (1994)   |
| 4                                                                 |            |            | Rosa Jervolino Russo (1936–)      | Popolari Democratici - L'Ulivo                                                                                 | 4 giugno 1996   | 21 ottobre 1998  | XIII (1996)  |
| 5                                                                 |            |            | Antonio Maccanico (1924–2013)     | Popolari Democratici - L'Ulivo (1998-1999) Misto - I Democratici - L'Ulivo (1999) Democratici - L'Ulivo (1999) | 5 novembre 1998 | 21 giugno 1999   | XIII (1996)  |
| 6                                                                 |            |            | Raffaele Cananzi (1939–)          | Popolari Democratici - L'Ulivo                                                                                 | 14 luglio 1999  | 22 dicembre 1999 | XIII (1996)  |
| -                                                                 |            |            | Rosa Jervolino Russo (1936–)      | Popolari Democratici - L'Ulivo                                                                                 | 18 gennaio 2000 | 29 maggio 2001   | XIII (1996)  |
| 7                                                                 |            |            | Donato Bruno (1948–2015)          | Forza Italia                                                                                                   | 21 giugno 2001  | 27 aprile 2006   | XIV (2001)   |
| 8                                                                 |            |            | Luciano Violante (1941–)          | Partito Democratico-L'Ulivo                                                                                    | 6 giugno 2006   | 28 aprile 2008   | XV (2006)    |
| -                                                                 |            |            | Donato Bruno (1948–2015)          | Popolo della Libertà                                                                                           | 22 maggio 2008  | 14 marzo 2013    | XVI (2008)   |
| 9                                                                 |            |            | Francesco Paolo Sisto (1955–)     | Forza Italia - Il Popolo della Libertà - Berlusconi Presidente                                                 | 7 maggio 2013   | 20 luglio 2015   | XVII (2013)  |
| 10                                                                |            |            | Andrea Mazziotti di Celso (1966–) | Civici e Innovatori (2015-2017) Misto-Civici e Innovatori-Energie PER l'Italia (2017-2018)                     | 21 luglio 2015  | 22 marzo 2018    | XVII (2013)  |
| 11                                                                |            |            | Giuseppe Brescia (1983–)          | MoVimento 5 Stelle                                                                                             | 21 giugno 2018  | 12 ottobre 2022  | XVIII (2018) |
| 12                                                                |            |            | Nazario Pagano (1957–)            | Forza Italia - Berlusconi Presidente - PPE                                                                     | 9 novembre 2022 | in carica        | XIX (2022)   |

## Procedure
La Commissione viene convocata per la prima volta dal presidente della Camera dei deputati per procedere alla propria costituzione. L'Ufficio di Presidenza della Commissione, integrato dai rappresentanti dei gruppi, predispone il programma e il calendario dei lavori, che sono stabiliti in modo da assicurare l'esame in via prioritaria dei disegni di legge e degli altri argomenti compresi nel programma e nel calendario dell'Assemblea. Quando la discussione di un determinato argomento, anche non compreso nel programma, sia richiesta da almeno un quinto dei componenti della Commissione, l'inserimento nell'ordine del giorno in tempi brevi è rimesso all'Ufficio di Presidenza della Commissione stessa. Al termine di ciascuna seduta, di norma, il presidente della Commissione annuncia la data, l'ora e l'ordine del giorno della seduta successiva e viene di conseguenza stampato e pubblicato l'ordine del giorno.

## Composizione nella XIX legislatura (2022 -in corso)
Elenco dei membri ad aprile 2024
| Gruppo parlamentare                                | Gruppo parlamentare                                                          | Deputato                            |
| -------------------------------------------------- | ---------------------------------------------------------------------------- | ----------------------------------- |
|                                                    | Forza Italia - Berlusconi Presidente - PPE                                   | Nazario Pagano (presidente)         |
|                                                    | Fratelli d'Italia                                                            | Riccardo De Corato (vicepresidente) |
|                                                    | Partito Democratico - Italia Democratica e Progressista                      | Matteo Mauri (vicepresidente)       |
|                                                    | Lega - Salvini Premier                                                       | Simona Bordonali (segretaria)       |
|                                                    | MoVimento 5 Stelle                                                           | Pasqualino Penza (segretario)       |
|                                                    | Fratelli d'Italia                                                            | Elisabetta Gardini                  |
| Sara Kelany                                        | Fratelli d'Italia                                                            |                                     |
| Francesco Michelotti                               | Fratelli d'Italia                                                            |                                     |
| Augusta Montaruli                                  | Fratelli d'Italia                                                            |                                     |
| Francesco Mura (in sostituzione di Giorgia Meloni) | Fratelli d'Italia                                                            |                                     |
| Luca Sbardella                                     | Fratelli d'Italia                                                            |                                     |
| Alessandro Urzì                                    | Fratelli d'Italia                                                            |                                     |
|                                                    | Lega - Salvini Premier                                                       | Igor Iezzi                          |
| Laura Ravetto                                      | Lega - Salvini Premier                                                       |                                     |
| Alberto Stefani                                    | Lega - Salvini Premier                                                       |                                     |
| Edoardo Ziello                                     | Lega - Salvini Premier                                                       |                                     |
|                                                    | Partito Democratico - Italia Democratica e Progressista                      | Simona Bonafé                       |
| Gianni Cuperlo                                     | Partito Democratico - Italia Democratica e Progressista                      |                                     |
| Federico Fornaro                                   | Partito Democratico - Italia Democratica e Progressista                      |                                     |
| Elly Schlein                                       | Partito Democratico - Italia Democratica e Progressista                      |                                     |
|                                                    | MoVimento 5 Stelle                                                           | Enrica Alifano                      |
| Alfonso Colucci                                    | MoVimento 5 Stelle                                                           |                                     |
| Carmela Auriemma                                   | MoVimento 5 Stelle                                                           |                                     |
|                                                    | Forza Italia - Berlusconi Presidente - PPE                                   | Paolo Barelli                       |
| Paolo Emilio Russo                                 | Forza Italia - Berlusconi Presidente - PPE                                   |                                     |
|                                                    | Azione-Popolari Europeisti Riformatori-Renew Europe                          | Mara Carfagna                       |
|                                                    | Alleanza Verdi e Sinistra                                                    | Filiberto Zaratti                   |
|                                                    | Noi moderati (Noi con l'Italia, Coraggio Italia, UdC, Italia al Centro)-MAIE | Alessandro Colucci                  |
|                                                    | Italia Viva-Il Centro-Renew Europe                                           | Maria Elena Boschi                  |
|                                                    | Misto-+Europa                                                                | Riccardo Magi                       |